# 상태 방정식
상태 방정식(Equation of state)은 이상 기체의 상태 방정식을 의미한다. 이상기체의 상태방정식이란, 압력, 온도, 기체의 몰수, 부피 사이의 관계를 나타낸 수식으로, P[atm], V[L], n[mol], T[K] (절대온도)사이의 식은 PV=nRT이다. 이때, R은 기체상수로써, 0.08206atmL/molK 또는 8.3145J/molK의 값을 가진다.
예시를 들어, 10mol의 기체가 1기압, 27С에 있다면 이 기체의 부피는 246L임을 위의 식으로부터 알아낼 수 있다.

## 같이 보기
- 기체 법칙
- 실제 기체